# Vitalij Kolesnik
Vitalij Nikolaevič Kolesnik (in russo Виталий Николаевич Коле́сник?; 20 agosto 1979) è un hockeista su ghiaccio kazako.

## Palmarès

### Giochi asiatici invernali
- 1 medaglia:
  - 1 oro (Astana-Almaty 2011)